# Päpstliche Akademie Cultorum Martyrum
Die Päpstliche Akademie Cultorum Martyrum (lat.: Pontificia Accademia Cultorum Martyrum) ist eine Päpstliche Akademie.

## Geschichte
Vorläufer der heutigen Akademie ist das „Collegium Cultorum Martyrum“, das am 2. Februar 1879 gegründet wurde. Gründer waren die Christlichen Archäologen Mariano Armellini, Adolf Hytreck, Orazio Marucchi und Enrico Stevenson sowie insbesondere Giovanni Battista de Rossi.
Zweck war es, den Märtyrerkult zu fördern und die Geschichte der ersten Glaubenszeugen aufzuzeigen. Das „Collegium Cultorum Martyrum“, als Abteilung der Pontificia Accademia Romana di Archeologia, versuchte zusammen mit der Kongregation für den Gottesdienst und die Sakramentenordnung und der Kongregation für die Selig- und Heiligsprechungsprozesse durch Erforschung der Sakramentshandlungen von Heiligen und Märtyrern, das Verständnis insbesondere aus ersten Jahrhunderten des Christentums zu fördern.
Zu diesem Zweck vollzog man Feiern nach alten Riten beispielsweise auf alten christlichen Friedhöfen und anderen heiligen Orten. Zudem veranstaltete man religiöse und archäologischen Konferenzen.
Carlo Respighi begründete die Vereinigung unter dem Namen Pontificia Accademia Cultorum Martyrum 1931 neu. Insbesondere wurden unter Carlo Respighi die sogenannten Stationsgottesdienste wieder eingeführt, die zunächst mit Genehmigung des Heiligen Stuhls, später von den Päpsten – Papst Johannes XXIII. am Aschermittwoch 1959 – selbst wieder gefeiert wurden.

## Akademie
Die Akademie besteht aus Sodalen und fördernden Mitgliedern beider Geschlechter. Mit dem 80. Geburtstag erhält man den Status eines Emeritus.
Um die Mitgliedschaft kann man sich nicht bewerben, vielmehr werden Aufnahmekandidaten ausgewählt, auf Vorschlag eines Kardinals oder Bischofs und Bestätigung durch das Päpstliche Brevensekretariat.
Der Akademie steht ein Magister (Vorsteher) vor, der vom Papst ernannt wird. Aufgaben des Magisters sind unter anderem, die Kommunikation mit dem Päpstlichen Rat für die Kultur und den Päpstlichen Akademien sicherzustellen sowie die jährlichen Tagungen zu organisieren. Der Magister ist automatisch Mitglied des Rates zur Koordinierung der Päpstlichen Akademien.
Die Akademie hält mindestens zwei Hauptversammlungen pro Jahr ab, eine im Pontificio Istituto di Archeologia Cristiana und eine im Hauptsitz S. Maria in Campo Santo im Vatikan.
1995 wurde die Satzung der Akademie durch Papst Johannes Paul II. neu gefasst.
Offizieller Sitz der Akademie ist S. Maria in Campo Santo beim Campo Santo Teutonico, Piazza dei Protomartiri Romani, im Vatikan. Das Sekretariat befindet sich im Päpstlichen Institut für Christliche Archäologie, Via Napoleone III No 1, Rom. 

## Magister (Vorsteher)
- 1931–1947: Carlo Resphigi
- 1947–1975: Enrico Josi
- 1976–1978: Carlo Carletti
- 1978–1980: Aimé-Pierre Frutaz
- 1981–1987: Virginio Colciago, B.
- 1987–1993: Antonio Quacquarelli
- 1993–1996: Emanuele Clarizio
- 1996–2001: Luigi Favero, S.M.
- 2001–2022: Fabrizio Bisconti
- seit 16. September 2022: Raffaella Giuliani[3]